# Mesotrichopteridium colliveri
Mesotrichopteridium colliveri is een fossiele soort schietmot uit de familie Prorhyacophilidae.